# San Vicente (canton)
Pour les articles homonymes, voir San Vicente.
San Vicente est un canton d'Équateur situé dans la province de Manabí. Il a pour chef-lieu la ville de San Vicente.